# Oberpfälzer Künstlerhaus

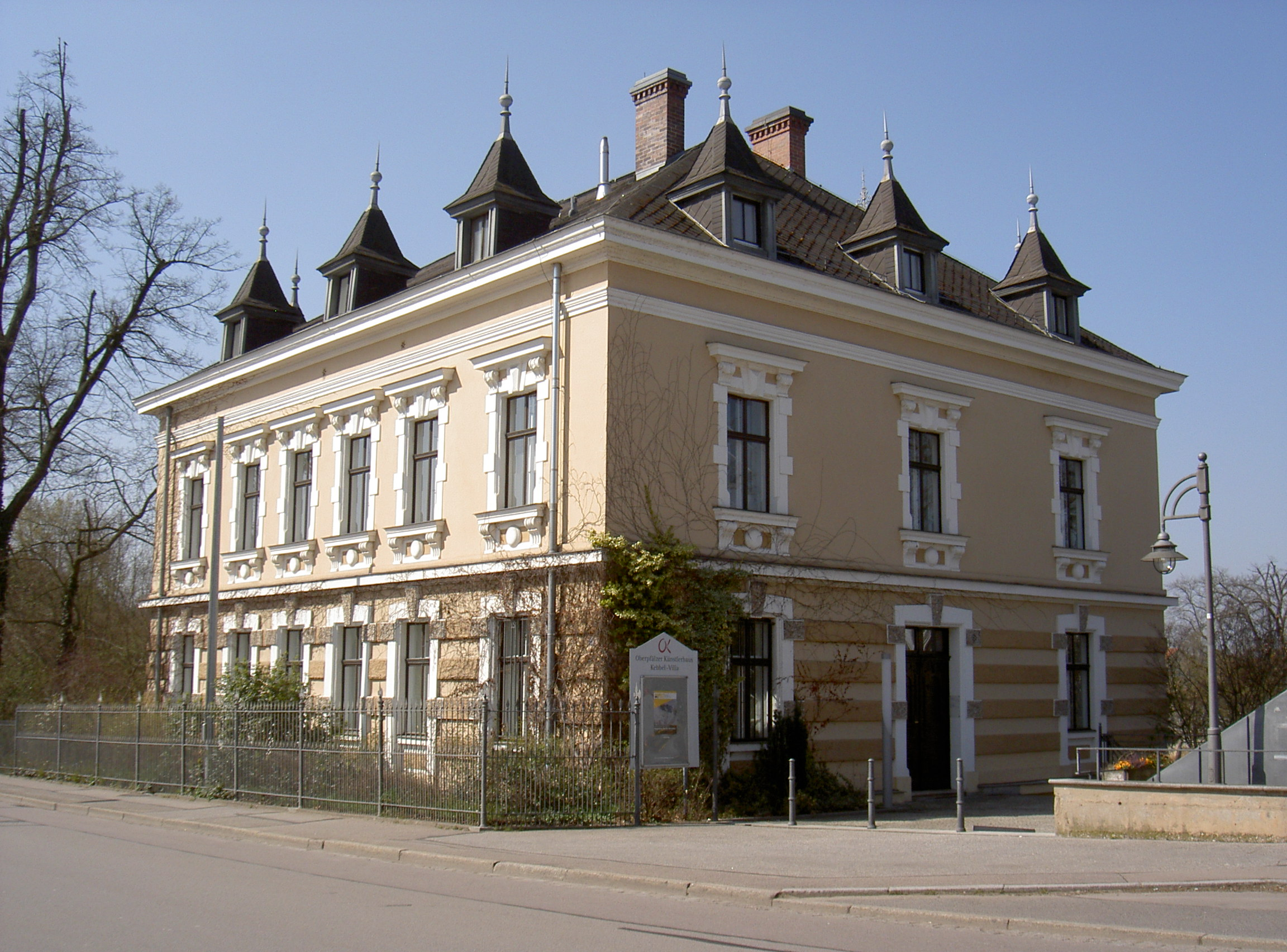
Kebbel-Villa

Das Oberpfälzer Künstlerhaus in der Villa Kebbel (lokal auch als Kebbel-Villa bekannt) ist ein Künstlerhaus mit Kunstmuseum im Schwandorfer Ortsteil Fronberg.
Das Oberpfälzer Künstlerhaus ist seit seiner Eröffnung 1988 eine bedeutende Plattform für zeitgenössische Kunst in der Oberpfalz. Es verfügt über folgende Einrichtungen:
1. Grafikwerkstätten im Untergeschoss der Villa Kebbel
2. Das vom Förderverein Oberpfälzer Künstlerhaus betriebene Stipendiatenhaus bzw. Internationale Künstlerhaus, das im Rahmen des mit internationalen Partnerhäusern durchgeführten Stipendienprogramms für Bildende Kunst, Komposition und Literatur als Wohn- und Arbeitsraum genutzt wird
3. Skulpturenpark

Von 1988 bis 2013 war der Künstler und Kurator Heiner Riepl der erste Leiter des Hauses. Seine Nachfolgerin war Andrea Lamest, die zuvor das Europäische Künstlerhaus Schafhof in Freising geleitet hatte. 2019–2021 leitete die deutsch-amerikanische Kunsthistorikerin Christina Lanzl das Haus.

## Das Internationale Künstlerhaus
Im Mai 2000 wurde auf dem Areal der Villa Kebbel das vom Förderverein Oberpfälzer Künstlerhaus getragene Stipendiatenhaus bzw. Internationale Künstlerhaus eröffnet, das vorwiegend Künstlerinnen und Künstlern des internationalen Austauschprogramms zum Leben und Arbeiten dient.
Die Institution gehört selbst seit 1994 dem Netzwerk „Res Artis“ an und zählt neben dem Künstlerhaus Villa Waldberta, dem Internationalen Künstlerhaus Villa Concordia und dem  Europäische Künstlerhaus Schafhof zu den vier renommierten bayerischen Institutionen, die künstlerische Austauschprogramme pflegen.